# FDP-Bundesparteitag 1985
Koordinaten: 49° 14′ 51″ N, 6° 59′ 3″ O

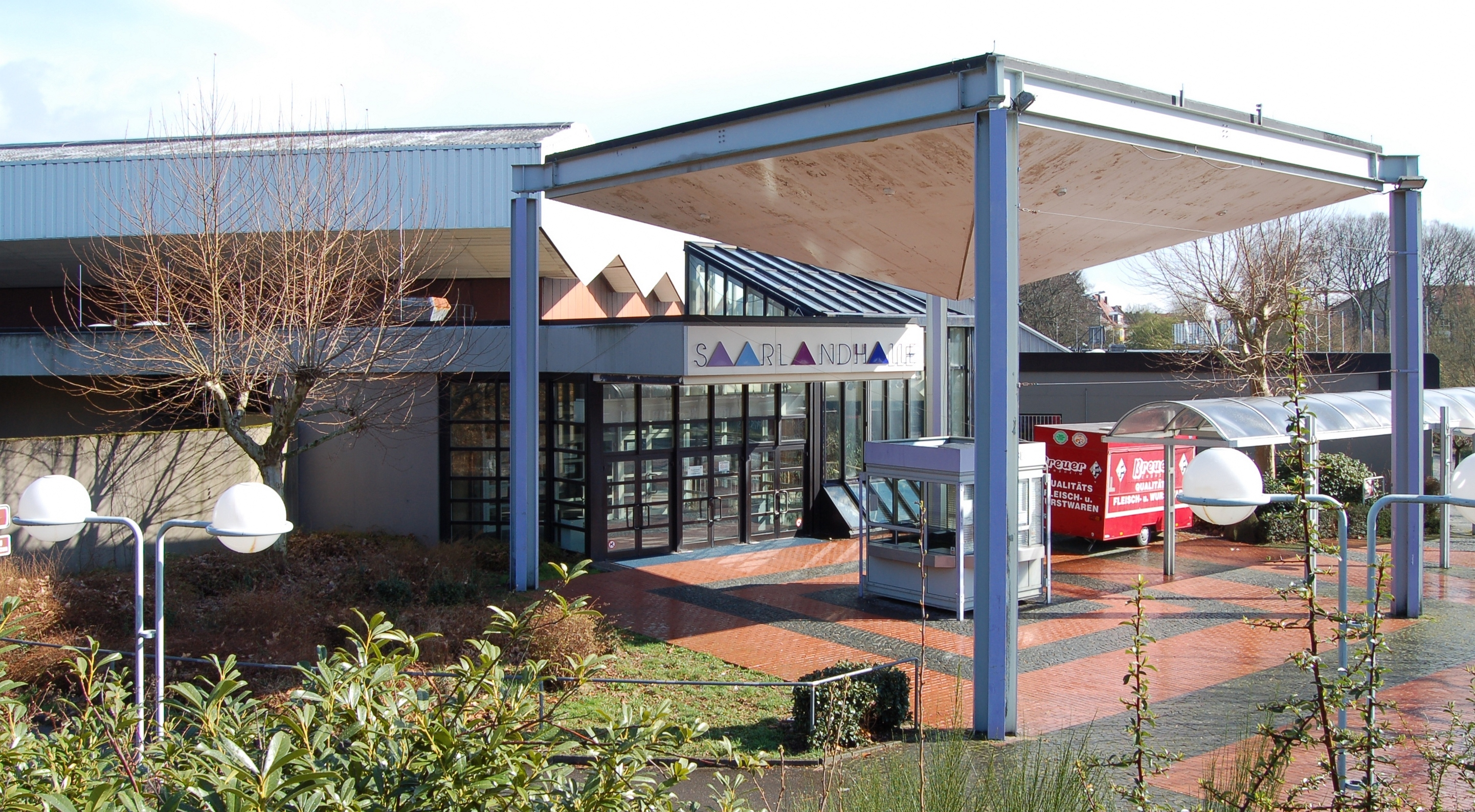
Eingang Saarlandhalle Saarbrücken

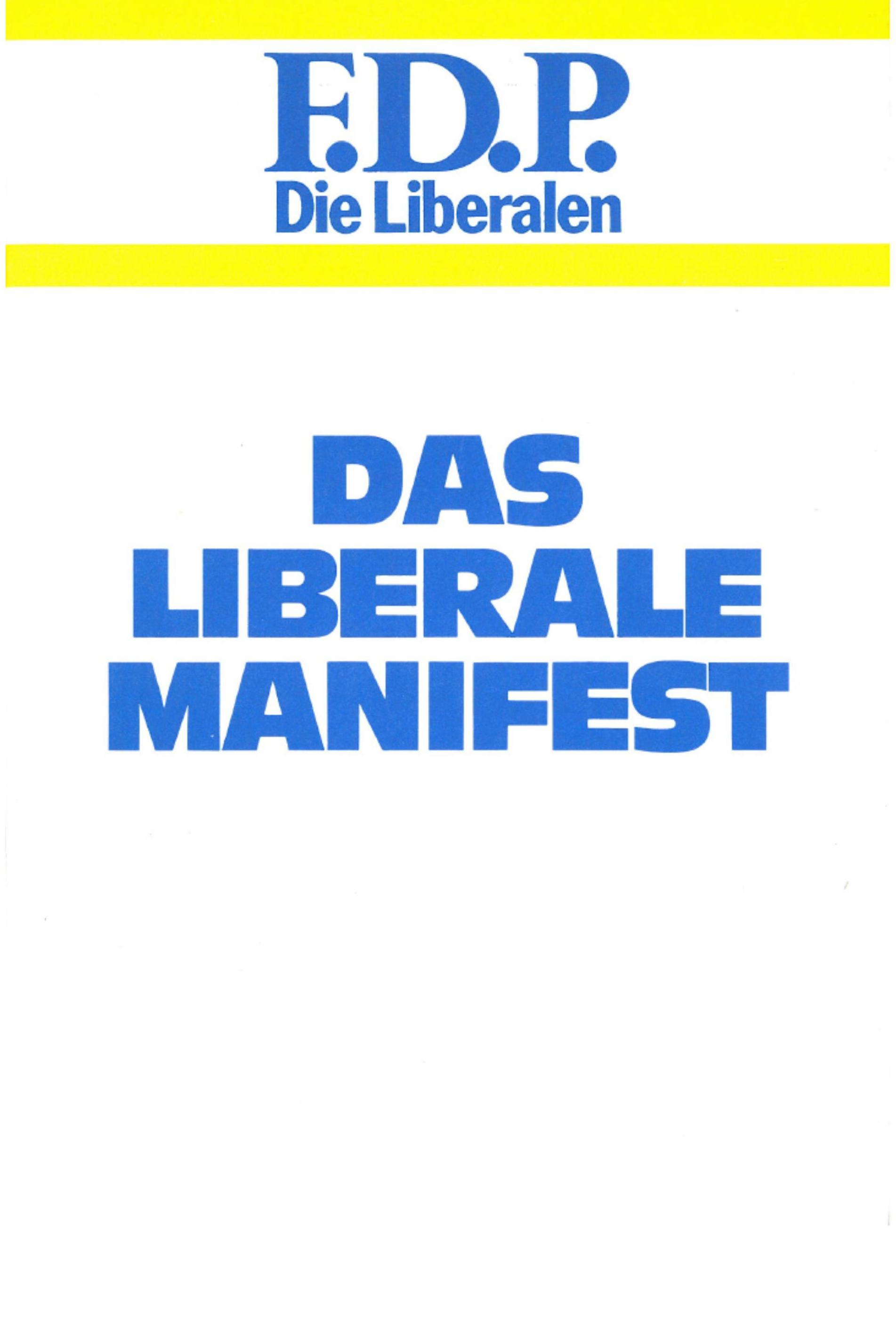
Broschüre: Das liberale Manifest

Den Bundesparteitag der FDP 1985 hielt die Freie Demokratische Partei vom 23. bis 24. Februar 1985 in Saarbrücken ab. Es handelte sich um den 36. ordentlichen Bundesparteitag der FDP in der Bundesrepublik Deutschland.

## Verlauf
Der Parteitag stand – anders als geplant – nicht im Zeichen der Programmdebatte, da auf ihm ein Wechsel an der Parteispitze vollzogen wurde. Als Nachfolger von Hans-Dietrich Genscher wurde Martin Bangemann zum Parteivorsitzenden gewählt.

## Beschlüsse
Der Parteitag beschloss das „Das liberale Manifest – Zukunftschance Freiheit. Liberales Manifest für eine Gesellschaft im Umbruch“. Das neue Grundsatzprogramm war als Fortschreibung der aus der sozial-liberalen Ära stammenden „Freiburger Thesen“ (1971) gedacht. Damit sollte den inzwischen rapide gewandelten wirtschaftlichen Rahmenbedingungen Rechnung getragen werden, gerade auch den sich immer mehr abzeichnenden Problemen mit dem Wohlfahrtsstaat. Das „Liberale Manifest“ bereitete den Weg für eine Konsolidierung der FDP, die nach der „Wende“ von 1982 bei der Bundestagswahl 1983 den Einzug in das Parlament nur knapp geschafft hatte und bei der Europawahl ein Jahr später unter fünf Prozent geblieben war. Nach dem Wiedereinzug in verschiedene Landesparlamente konnte sie mit rund neun Prozent bei der Bundestagswahl 1987 eine regelrechte „Wiederauferstehung“ feiern. Die weltpolitischen Umbrüche von 1989/90 entzogen aber etlichen Grundannahmen des „Liberalen Manifests“ den Boden, so dass es 1997 durch die „Wiesbadener Grundsätze“ ersetzt wurde.
Der Parteitag verabschiedete außerdem Papiere zur „Internationalen Politik für Frieden, Freiheit und Menschenrechte“, zur Fußball-Europameisterschaft, zur Bekanntgabe von US-Stationierungsorten, zur Rentenversicherung, zum Zivildienst, zum Erziehungsgeld und Erziehungsurlaub, zu Frauenhäusern, zu einer Konzertierten Aktion für Frauen, zur Gleichstellungsbeauftragten, zum Schutz vergewaltigter Frauen, zum Ehescheidungsfolgenrecht, zur Realisierung der Koalitionsvereinbarung zum Antidiskriminierungsgesetz, zur Neuregelung des Demonstrationsstrafrechts, zum Asylrecht und zur Kraftfahrzeugsteuer für alle Automobile.